# Des personnes déplacées
Des personnes déplacées (titre original : Of Missing Persons) est une nouvelle de science-fiction de Jack Finney.

## Parutions

### Parutions aux États-Unis
La nouvelle est parue initialement aux États-Unis dans Good Housekeeping en mars 1955.

### Parutions en France
La nouvelle a été publiée en France en 1974 dans l'anthologie Histoires d'extraterrestres (rééditions en 1976, 1978, 1984, 1986 et 1997) et traduite en français par Denise Hersant.
Elle a été de nouveau publiée en 1988 sous le titre Les Disparus dans l'anthologie Contretemps (sous la direction de Lionel Fourneaux).

### Parutions aux Pays-Bas
La nouvelle a été publiée en néerlandais :
- en 1961 sous le titre Vermist, réédition en 1981 [4] ;
- en 1971 sous le titre El-Dorado, réédition en 1977 [5].

## Résumé
Le narrateur a entendu parler d'une agence de voyages qui organise des transports en direction de Verna, une autre planète plus sereine, plus sûre et plus agréable que la Terre. Ceux qui utilisent les services de cette agence quittent définitivement la Terre sans jamais y revenir. Le narrateur se rend donc à cette agence. 
Après une conversation avec le responsable de l'agence, qui confirme les informations, le narrateur décide de faire le grand voyage vers Verna. La téléportation doit avoir lieu le soir même, mais il est prévenu qu'on n'a droit qu'à un seul billet dans sa vie, et que le retour est impossible. Une heure et un lieu de rendez-vous lui sont donnés. Il se rend au point de rendez-vous, situé dans une grange ; d'autres personnes sont là aussi. Les participants attendent, attendent, au point que le narrateur perd patience et pense à un canular ou à une arnaque. Il sort brièvement de la grange, mais à peine sorti, un grand flash intervient, et tous les gens disparaissent. Il reste seul, à quelques centimètres de la porte, et doit se rendre à l'évidence : il a manqué le départ. 
Le lendemain, il se rend à l'agence. Le directeur le regarde d'un air triste, lui restitue la somme qu'il avait versée la veille, et le narrateur comprend qu'il restera sur Terre jusqu'à la fin de ses jours.